# Боборикін Анастас Лукич
Анастас Лукич Боборикін (нар. 1907, село Нові Юрковичі Новозибківського повіту Чернігівської губернії, тепер Климовського району Брянської області, Російська Федерація — 14 березня 1956, Москва) — радянський металург, державний діяч, директор «Запоріжсталі». Депутат Верховної Ради СРСР 3—4-го скликання.

## Біографія
Народився у січні 1907 року в родині селянина-бідняка. Закінчив школу фабрично-заводського навчання, був членом комсомолу.
Трудову діяльність розпочав робітником на Дніпропетровському металургійному заводі. Заочно навчався в Дніпропетровському металургійному інституті. Працював на Дніпропетровському заводі інструментальних сталей.
Член ВКП(б) з 1930 року.
З 1930-х років працював на Запорізькому металургійному заводі імені Серго Орджонікідзе робітником, техніком, старшим інженером проєктного відділу, начальником цеху.
Під час німецько-радянської війни був евакуйований на Урал, працював начальником прокатного цеху Магнітогорського металургійного комбінату. Після закінчення війни повернувся у Запоріжжя, де до 1948 року працював начальником цеху прокатки тонкого листа «Запоріжсталі».
У 1948 — березні 1956 року — директор Запорізького ордена Леніна металургійного заводу імені Серго Орджонікідзе («Запоріжсталі»).
Помер після тривалої і тяжкої хвороби у Москві.

## Нагороди
- два ордени Леніна (1945, 1947)
- орден Трудового Червоного Прапора
- орден «Знак Пошани» (1939)
- медаль «За трудову відзнаку»
- медаль «За відбудову підприємств чорної металургії Півдня»
- медаль
- Сталінська премія ІІІ ст. (1948)